# Ad Dali'

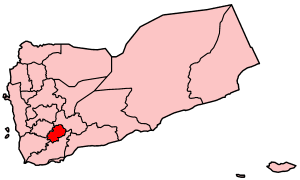
Localização no Iêmen

Ad Dali' é uma província (mohafazah) do Iêmen. Em janeiro de 2004 possuia uma população de 470.460 habitantes.